# Lagardère (entreprise)
Pour les articles homonymes, voir Lagardère.
Lagardère, ou Groupe Lagardère, est une entreprise française active dans les domaines des médias, de l'édition, de la distribution et du divertissement, filiale du conglomérat de l'édition et distribution français Louis Hachette Group, contrôlé par la famille Bolloré.
Le groupe est fondé en 1992 par Jean-Luc Lagardère, dirigeant l'équipementier Matra que l'homme d'affaires transforme en conglomérat, se diversifiant dans l’armement, les transports, les télécoms et les médias. La même année, il crée une société en commandite, lui permettant dès lors de contrôler le groupe en détenant moins de 15% seulement des actions. En 2003, à son décès, le groupe est repris par son fils unique Arnaud Lagardère. Celui-ci conduira progressivement le groupe à se retirer des activités militaires et de transports, au profit d’un recentrage sur les médias, l'édition et le divertissement. En 2022, le milliardaire Vincent Bolloré utilise Vivendi pour lancer une offre publique d'achat et prendre officiellement le contrôle du groupe Lagardère.
Le groupe Lagardère est présent dans l'édition via Hachette (Armand Colin, Grasset, Hatier, Fayard, JC Lattès, Calmann-Lévy, Dunod), dans les commerces des gares et des aéroports via Lagardère Travel Retail (Relay, Natoo), dans les médias via Lagardère News (Le Journal du dimanche, Le JDNews, Le JDMag, la licence Elle) et Lagardère Radio (Europe 1, Europe 2, RFM) et dans le divertissement via Lagardère Live Entertainment (Casino de Paris, Arkéa Arena, Folies Bergère) et Lagardère Paris Racing.

## Histoire

### Hachette et Matra

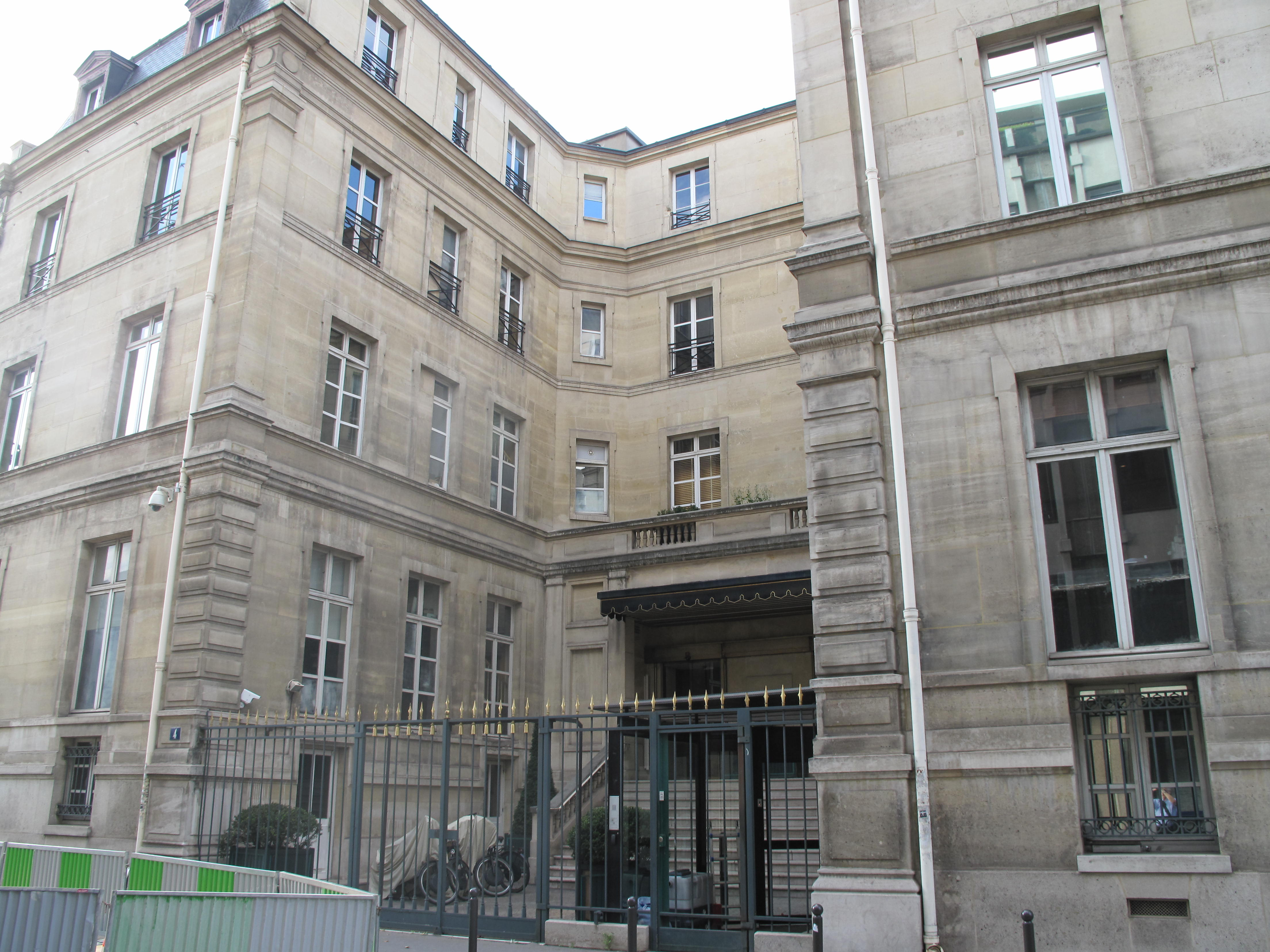
Le siège, 4 rue de Presbourg.

La société Matra (Mécanique Aviation TRAction), créée en 1941, dont Jean-Luc Lagardère est nommé directeur général dès 1963, est à l'origine de plusieurs développements technologiques : la création d'un prototype bimoteur capable d'atteindre 800 km/h, le franchissement du mur du son par le Mac 1,4 en vol vertical pour la première fois en Europe. En 1990, Matra Espace et la division aérospatiale de Gec Marconi s'unissent pour créer Matra Marconi Space, la première société spatiale européenne. Matra Hautes Technologies se rapproche des activités d'Aerospatiale et devient officiellement Aerospatiale Matra le 11 juin 1999. EADS (Société européenne de l'aéronautique, de la défense et de l'espace) naît le 10 juillet 2000 de la fusion d'Aérospatiale Matra, Aeronauticas et DaimlerChrysler Aerospace et lance officiellement le programme A380 la même année. L’avion effectue son premier vol dès 2005.
À l'origine, Lagardère co-contrôle la société EADS dont il détient une participation de 15 %, réduite ensuite à 7,5 %, via la holding SOGEADE, constitué avec l'État français. Cette participation est cédée en avril 2013 pour 2,28 milliards d'euros.
L’acquisition en 1826 de la librairie parisienne Brédif par Louis Hachette constitue le point de départ d'un gros groupe de presse. Hachette édite des magazines consacrés à la distraction du grand public (Journal pour tous, 1855) et participe aussi à la publication du Dictionnaire de la Langue française de son ami Littré à partir de 1863. En 1953, Hachette lance avec Henri Filipacchi, Le Livre de poche, leader sur son marché. La société est rachetée par Matra (associé à Ténot et Filipacchi) en 1980.

### Développement de l'activité médias
Depuis le recentrage progressif vers les activités de communication opéré dès les années 1980, Matra devenu Lagardère a subi plusieurs échecs significatifs dans son histoire. Durant l'émergence des radios libres au début des années 1980, la station Europe 1 contrôlée par Jean-Luc Lagardère alors deuxième radio de France derrière RTL, voit progressivement son audience chuter, en partie au profit des nouvelles antennes de la radio FM comme NRJ.
Le groupe connaît ses premiers succès majeurs à l’étranger avec l’acquisition des encyclopédies Grolier aux États-Unis en 1988.
Au milieu des années 1980, Jean-Luc Lagardère se tourne vers la télévision en étant candidat lors de la privatisation de TF1 puis prend le contrôle de La Cinq trois ans plus tard, se soldant par un échec. En 1987, candidat malheureux à la reprise de TF1 lors de sa privatisation, Lagardère voit la première chaîne nationale de France être attribuée à son concurrent, le groupe Bouygues. L'un des proches conseillers de Jean-Luc Lagardère, Étienne Mougeotte, rejoint alors son concurrent pour diriger TF1. Trois ans plus tard, Lagardère tente à nouveau de revenir dans la course en prenant le contrôle de La Cinq à partir de 1990. Mais en moins de deux ans, pour la première fois dans l'histoire de la télévision française, une chaîne nationale fait faillite et débouche sur un écran noir, en interrompant définitivement ses émissions, le 12 avril 1992. En 1992, après une année de profondes restructurations, les sociétés Matra Hachette et Lagardère Groupe voient le jour.
Hachette Livre lance en 1994, Axis, la première encyclopédie multimédia, lui offrant une position dominante dans le multimédia. La même année, Matra Hachette Multimédia présente EPSIS, le premier procédé de substitution d’image à usage publicitaire. En 1998, Hachette Multimédia naît du regroupement du pôle multimédia de Hachette Livre et de Grolier Interactive (services en ligne éducatifs). Un accord stratégique conclu en 2000 entre Lagardère et Deutsche Telekom dans la fourniture d’accès à Internet, aboutit à la fusion de T-Online et de Club Internet.
Grâce à l’acquisition de la première chaîne de magasins de presse USC au Canada en 1995, Hachette devient le troisième opérateur américain dans le secteur du commerce de détail de presse. La même année, Hachette Livre acquiert le groupe Hatier.
En 1997, Hachette Livre remporte une série de prix littéraires comme le prix Goncourt et le prix de l'Académie française avec La Bataille de Patrick Rambaud (Grasset). La même année, Europe 1 et Club Internet lancent Europe Info développé par le Studio Grolier. En 2000, Hachette Distribution Services crée l'enseigne internationale de vente de produits de presse en zones de transport, Relay. La même année, les groupes Lagardère et Canal+ se lancent dans la télévision numérique. L'année suivante, Lagardère acquiert la marque Virgin Stores et les magasins Virgin Megastore en France. Hachette Filipacchi Médias poursuit son développement avec une prise de participation de 42 % dans le Groupe Marie Claire.
Le groupe reste éloigné de la télévision, mais continue à s'y intéresser de près. Deux ans après, Lagardère tente un retour en 1996, en cofinançant un projet de Thierry Ardisson baptisé « Free One » destiné à être diffusé par CanalSatellite, ne va jamais voir le jour. Lancée en décembre 1997 par son partenaire Canal+, la chaîne « Forum Planète » ferme définitivement son antenne en décembre 2002, deux ans après l'arrivée de Lagardère au capital de sa société éditrice MultiThématiques. En juillet 1999, le groupe acquiert la chaîne « Médecine Plus » créée quelques mois plus tôt et leque cesse sa diffusion en janvier 2001. Le service interactif « Le Journal de Chez Vous », lancé par Canal+ en 1999 puis racheté par Lagardère en 2000, diffusé par CanalSatellite et TPS, est arrêté deux ans plus tard. De même, la chaîne Santé Vie créée en 2000, devra être cédée en juillet 2002, avant de s'arrêter une année plus tard.
Constat d'échec également pour la chaîne Gourmet TV, cofinancée par les groupes France Télévisions et France Télécom et créée par Joël Robuchon et Guy Job en 6 octobre 2001, contrainte de fermer son antenne en mars 2005, en dépit d'une action en justice de son fondateur Guy Job.

### D’un conglomérat à un groupe diversifié dans les médias et le sport
Au décès de Jean-Luc Lagardère le 14 mars 2003, Arnaud Lagardère est nommé gérant commandité de Lagardère. Cette même année, Lagardère cède l'intégralité de sa participation dans Renault ainsi que ses activités d'ingénierie automobile. En 2004, le groupe fait l'acquisition de 40 % d’Editis (ex-Vivendi Universal Publishing).
Le 7 avril 2005, Plurimédia, filiale du Groupe Lagardère, lance BlingTones, un label discographique entièrement consacré à la création de sonneries de téléphone portable, dont le secteur connait déjà un bénéfice 120 millions d'euros en 2004. Les sonneries appartiennent aux genres hip-hop et RnB contemporain et le label conclut un partenariat exclusif avec SFR. Le label est mis en cessation le 25 janvier 2008 après une plainte déposée par la société LAB pour contrefaçon.
En novembre 2005, en partenariat avec le groupe public France Télévisions, Lagardère profite du développement de la TNT pour lancer la chaîne Gulli, première chaîne nationale gratuite principalement destinée à la jeunesse. Arnaud Lagardère crée en 2006, Lagardère Sports, nouvelle branche du Groupe spécialisée dans l’économie du sport et les droits sportifs. Lagardère devient également le nouveau concessionnaire des sites sportifs et de loisirs de la Croix-Catelan (bois de Boulogne, Paris) et de la rue Éblé pour une période de vingt ans.
Lancée avec une campagne de promotion nationale d'envergure le 10 décembre 2001, la chaîne Match TV présentée comme le nouveau « fleuron » du groupe est contrainte de cesser sa diffusion, le 30 août 2005. Le groupe doit également céder La Chaîne Météo, revendue à la société Météo Consult, à compter de juin 2006. Conséquences négatives également pour les chaînes Planète Choc et Ma planète lancées par MultiThématiques longtemps contrôlées à parité par Lagardère et Canal+ et devant cesser leur diffusion en février 2007. Lancée en septembre 2004, Filles TV doit revoir totalement sa programmation le 31 août 2009 et changer son positionnement marketing en devenant June. Faute de succès, la déclinaison de la chaîne musicale MCM Belgique doit également être arrêtée, le 31 décembre 2009. Lancée le 17 octobre 2005 sous le titre Europe 2 TV avant d'être reformatée en Virgin 17, la chaîne musicale revendue au groupe Bolloré en juin 2010, lequel la transforme dès lors, en Direct Star. Fleuron du groupe, la station Europe 1 subit une significative érosion d’audience, notamment en 2010.
Entre-temps, Arnaud Lagardère est membre en 2005 du comité de candidature des JO 2012 à Paris. Lorsque la capitale française se fait battre au profit de Londres, le chef d'entreprise souhaite prendre une revanche et reçoit sans ménagement les 14 présidents de fédérations françaises. Mal perçu, il s'oriente sur une autre voie et décide alors de créer le « Team Lagardère » avec cinq millions par an de budget, pour gérer la carrière de sportifs de haut niveau. L'année suivante, la concession du Racing Club de France et son stade sont achetés ; dans la foulée, en novembre, la société de marketing sportif Sportfive fondée par Jean-Claude Darmon passe sous le giron de Lagardère pour 865 millions d'euros, somme largement surévaluée. Mais les déboires vont s'accumuler. Quatre ans après ce couteux rachat, Sportfive perd le contrat de la Fédération française de football, puis le PSG l'année suivante. Peu après en 2012, la filiale sportive, pourtant donnée gagnante par les analystes, échoue devant l'UEFA à obtenir les droits marketing de l'Euro 2016 ; l'Américain CAA Eleven rafle la mise. Dans la foulée un gros contrat avec la Confédération asiatique de football est perdu.
Dix-sept ans après la création de la commandite, un activiste américain tente de contester pour sa première fois, la société en commandite par actions est confortée par près de 80 % des actionnaires lors de l’assemblée générale du 27 avril 2010.
En avril 2010, Mezzo Live HD, déclinaison de la chaîne Mezzo, consacrée à la musique classique, au jazz et à la danse est lancée en complément. Le 31 mai 2010, Lagardère Sports change de nom et devient Lagardère Unlimited, une nouvelle branche du groupe spécialisée dans le sport et l’entertainment.
Le 28 mars 2011, Lagardère a signé le contrat de vente de ses activités de presse magazine à l’international (102 titres) à Hearst Corporation, pour un montant de 651 millions d’euros. L’opération prévoit la signature d’un accord cadre de licence pour la marque ELLE dans les 15 pays concernés par la cession, en contrepartie duquel le groupe recevra une redevance annuelle. Lagardère conserve la pleine propriété des activités magazines en France et de la marque commerciale ELLE dans le monde entier. Dans certains pays, la réalisation de l’opération reste soumise à l’approbation du partenaire local, ou encore à l’approbation de certaines autorités réglementaires ou de la concurrence.
Dans un communiqué daté du 7 février 2012, le groupe Lagardère avoue près de 900 millions d'euros de « dépréciations d'actifs » pour les comptes de l'année 2011. Selon le groupe, le mauvais résultat est engendré à cause de son activité dans l'activité sportive et d'une moindre valorisation de ses titres Canal+ France. Lagardère confirme de plus, qu'en dépit de deux précédentes révisions à la baisse, le résultat de ses activités « médias », devrait se replier davantage en 2011. Son chiffre d'affaires annuel de 2011 s'élève à 7,6 milliards d'euros. Il est stable en données comparables, mais il accuse une baisse de 3,9 %.
La participation de 25 % dans le Groupe Amaury, acquise en 1983, est cédée en 2013. La participation de 20 % de Lagardère dans Canal+ France, héritage de CanalSat, bouquet lancé ensemble en 1992, est cédée à Vivendi en octobre 2013, pour plus d'un milliard d'euros. Les deux groupes ont annoncé la poursuite de leur coopération dans les domaines de la production de programmes et l'édition et la distribution de chaînes de télévision. Le 8 juillet 2015, Lagardère Services est renommée Lagardère Travel Retail.
En août 2015, Lagardère acquiert pour 530 millions de dollars Paradies, une entreprise américaine de distribution dans les aéroports, renforçant sa filiale Lagardère Travel Retail.
Le 15 septembre 2015, Lagardère annonce le changement de nom de Lagardère Unlimited, l'une des quatre branches du groupe Lagardère. Cette entreprise devient Lagardère Sports and Entertainment. Les agences de marketing sportif de la division, notamment Sportfive, World Sport Group, IEC in Sports, Sport Marketing and Management et Lagardère Unlimited Inc., sont renommées Lagardère Sports. Lagardère Live Entertainment regroupe toutes les activités de divertissement. Le 17 septembre 2015, Lagardère Entertainment, filiale de Lagardère Active, spécialisée dans la production audiovisuelle, devient Lagardère Studios.

### Recentrage stratégique
En juillet 2018, Lagardère annonce la vente de Doctissimo à TF1 pour 60 millions d'euros et en parallèle, il annonce la vente de Mondocteur à Doctolib. En août 2018, Lagardère annonce l'acquisition de Hojeij Branded Foods, une entreprise américaine spécialisée dans la restauration dans les aéroports, pour 330 millions de dollars.
En février 2019, le groupe Lagardère a finalisé la cession de l'essentiel de ses titres de presse magazine en France, à savoir Elle et ses déclinaisons, Version Femina, Art et Décoration, Télé 7 jours et ses déclinaisons, France Dimanche, Ici Paris et Public, pour un montant de 52 millions d’euros à la société Czech Media Invest (CMI).
Le 24 mai 2019, le groupe M6 rachète les chaînes de télévision du pôle TV du Groupe Lagardère pour 215 millions d'euros,. Les chaînes Gulli, Canal J ou encore Tiji sont incluses dans la transaction, mais pas Mezzo. En juillet 2019, Lagardère annonce l'acquisition d'International Duty Free, une entreprise belge, pour 250 millions d'euros se renforçant ainsi dans le secteur de la distribution spécialisée.
Le recentrage du groupe sur ses activités rentables fait que la cession de la filière sportive est envisagée au milieu de 2019 à Wasserman Media Group, pour une valorisation de 250 millions d'euros ; mais Lagardère est trop gourmand et l'opération échoue. La confédération africaine de football dénonce en novembre 2019 l'important contrat la liant à Lagardère. Ceci précipite l'obligation de s'en séparer et le mois suivant, l'entreprise annonce alors la vente d'une participation de 75 % dans Lagardère Sport à H.I.G Capital, un fonds d'investissement basé à Miami. Elle garde sa participation à 100 % dans Lagardère Live Entertainment. La filiale « Sports » reste un échec : elle coûte plus d'un milliard d'euros au groupe, en une quinzaine d'années. Perdant en quelques mois plus de la moitié de sa valeur, cette filiale est alors valorisée seulement 110 millions d'euros, très peu par rapport aux branches « Édition » et « Retail » (par exemple, les boutiques d'aéroport) réalisant, à elles deux, plus de cinq milliards de chiffre d'affaires sur la dernière année. Personnellement voulue par Arnaud Lagardère grand amateur de sports, mais sans réel modèle économique, la rentabilité n'a jamais été le premier critère de choix pour Lagardère Sport. Avec recul, les erreurs sont multiples : manque d'investissement personnel, voire absence d'Arnaud Lagardère lors de diverses négociations importantes, errements dans la stratégie, instabilité du management, recrutements aléatoires. Malgré l'achat d'autres agences marketing, le chiffre d'affaires ne bouge pas depuis de nombreuses années, moins de 500 millions d'euros annuels. Le 16 décembre 2020, le groupe Lagardère annonce avoir reçu une offre d'achat de H.I.G. Capital portant sur 75 % de Lagardère Sports. Cette opération a été finalisée le 22 avril 2020.
Le groupe Mediawan annonce le rachat en octobre 2020 de Lagardère Studios.
En juillet 2021, H.I.G. acquiert la participation minoritaire de 24,9% de Lagardère dans la société Sportfive (anciennement Lagardère Sports).

### Pandémie de Covid-19
Dans le contexte de la pandémie de Covid-19, le Groupe Lagardère indique le 25 mars 2020 suspendre ses prévisions pour l'année 2020. En parallèle, le groupe met également en œuvre un plan d’actions afin de réduire les impacts financiers liés à la crise.
Le 7 avril 2020, à l'initiative d'Arnaud Lagardère et en accord avec le Conseil de surveillance, le groupe annonce la suppression de la proposition de dividende ainsi que la création d’un fonds de solidarité Covid doté de 5 millions d'euros, prélevés sur la trésorerie initialement allouée à ce dividende, afin de soutenir les initiatives du groupe en faveur de ses salariés.
En outre, dans une entrevue au journal Le Figaro en date du 14 avril 2020, Pierre Leroy (cogérant du groupe Lagardère) annonce que les hauts dirigeants de Lagardère vont réduire leur salaire de 20 % jusqu’à l’été et davantage si la situation se prolonge.
Le groupe Lagardère obtient en janvier 2021 un prêt garanti par l'État de 465 millions d'euros.

### Changement du mode de gouvernance et d'actionnaire majoritaire
Malgré le mécontentement de la grande majorité des actionnaires, Arnaud Lagardère conserve longtemps le pouvoir grâce à la structure juridique en commandite utilisée par son père. En 2020, le groupe Vivendi, dirigé par le milliardaire Vincent Bolloré, devient un actionnaire majeur de Lagardère. Bien qu'il s'en défende, Bolloré influe de fait sur les activités médiatiques du groupe.
En avril 2021, le groupe Lagardère décide sous la pression d'un certain nombre de ses actionnaires, de changer sa forme juridique pour devenir une société anonyme, réduisant ainsi l'influence d'Arnaud Lagardère dans l'entreprise. Après une longue guerre d'actionnaires multiples, Vivendi, actionnaire majoritaire en septembre 2021, lance une OPA en 2022 sur l'ensemble du groupe Lagardère,.
Fin octobre 2023, à la suite d'un avis favorable de l'Arcom, les radios du Groupe Lagardère actent leur passage sous une société en commandite nommée Lagardère Radio SCA.

## Métiers

### Branches de Lagardère

#### Lagardère Publishing
Troisième éditeur de livres grand public et d’éducation dans le monde (premier français, deuxième anglais, troisième espagnol et quatrième américain). Elle regroupe les marques d' Hachette Livre dans les domaines de la littérature générale, de l'éducation, de la jeunesse, du pratique, du livre illustré, des dictionnaires et encyclopédies, auxquels s'ajoute l'édition de fascicules, vendus en kiosque. Son activité s'étend également à des domaines connexes de l'édition : les jeux sur mobiles, les jeux de société et la papeterie haut de gamme.

#### Lagardère Travel Retail
Présent dans plus de 40 pays en Europe, en Amérique du Nord, en Amérique latine, en Afrique, au Moyen-Orient et en Asie-Pacifique, Lagardère Travel Retail est le troisième opérateur mondial du commerce en zone de transport. La branche opère sur trois segments d’activités (travel essentials, duty free et mode, restauration) et anime près de 5 000 points de vente de produits de loisirs culturels, de services de proximité, d’articles de luxe et duty free et de restauration implantés dans un millier d’aéroports, de gares et stations de métro.

### Autres activités
- Lagardère News : Le Journal du dimanche, Le JDNews[70], Le JDMag[71], la licence Elle.
- Lagardère Radio : Europe 1, Europe 2 et RFM.
- Lagardère Live Entertainment : exploitation et gestion de salles de spectacles (Folies Bergère, Casino de Paris et Arkéa Arena), production de tournées d’artistes et de spectacles, accueil et promotion locale de productions françaises et internationales.
- Lagardère Paris Racing : club de sports (site de la Croix Catelan).

### Participations
- Extime Duty Free Paris (à 44 %)

## Données financières
| Année                                                 | 2017  | 2018  | 2019  | 2020  | 2021  | 2022 | 2023  | 2024  |
| ----------------------------------------------------- | ----- | ----- | ----- | ----- | ----- | ---- | ----- | ----- |
| Chiffre d'affaires                                    | 7 084 | 6 868 | 7 211 | 4 439 | 5130  | 6929 | 8 081 | 8 942 |
| Résultat opérationnel courant                         | 399   | 385   | 378   | (155) | 249   | 438  | 520   | 593   |
| Charges financières nettes                            | (73)  | (57)  | (53)  | (76)  | (64)  | (74) | (97)  | (138) |
| Impôts                                                | 2     | (124) | (55)  | 31    | (22)  | (33) | (78)  | (127) |
| Résultat net - part du groupe                         | 176   | 177   | (15)  | (660) | (101) | 161  | 144   | 168   |
| Résultat net ajusté - part du groupe[réf. nécessaire] | 214   | 200   | 200   | (330) | 62    | 265  | 252   | 253   |

| Année                                    | 2024 |
| ---------------------------------------- | ---- |
| France                                   | 22 % |
| Europe (hors France)                     | 40 % |
| États-Unis et Canada                     | 27 % |
| Asie-Pacifique                           | 6 %  |
| Amérique Latine, Moyen-Orient et Afrique | 5 %  |

## Dirigeants
En juin 2024 :
- Arnaud Lagardère, président-directeur général de Lagardère SA, Président-Directeur Général de Hachette Livre[74]
- Maxime Saada, vice-président du groupe Lagardère
- Grégoire Castaing, directeur général adjoint du groupe Lagardère chargé des Finances[75]
- Pauline Hauwel, secrétaire générale du groupe Lagardère
- Sophie Stabile, directrice financière du groupe Lagardère[76]
- Dag Rasmussen, président-directeur général de Lagardère Travel Retail
- Constance Benqué, présidente de Lagardère News et directrice générale de Lagardère Radio SCA

### Conseil d'administration
En juin 2025 :
- Arnaud Lagardère, Président-Directeur Général de Lagardère SA, Président-Directeur Général de Hachette Livre.
- Yannick Bolloré (administrateur)
- Valérie Bernis (administratrice indépendante, membre du comité des nominations, des rémunérations et de la RSE, membre du comité d’audit)
- Fatima Fikree (administratrice, membre du comité d’audit)
- Marie Flavion (administratrice représentant les salariés)
- Valérie Hortefeux (administratrice indépendante, présidente du comité des nominations, des rémunérations et de la RSE, membre du comité d’audit)
- Pascal Jouen (administrateur représentant les salariés, membre du comité des nominations, des rémunérations et de la RSE)
- Véronique Morali (administratrice indépendante, présidente du comité d’audit, membre du comité des nominations, des rémunérations et de la RSE)
- Arnaud de Puyfontaine (administrateur, membre du comité des nominations, des rémunérations et de la RSE, membre du comité d’audit)
- Michèle Reiser (administratrice indépendante, membre du comité d’audit, membre du comité des nominations, des rémunérations et de la RSE)
- Nicolas Sarkozy (administrateur indépendant, membre du comité des nominations, des rémunérations et de la RSE)

## Actionnariat
À partir des années 2010, l'actionnariat de Lagardère connait de nombreux changements, surtout, dans un premier temps, avec l'intervention d'Amber Capital. Cette entrée du fonds d'investissement entraine une bataille d'actionnaires et d'influences, ainsi que la venue d'investisseurs comme Vivendi ou Groupe Arnault : une bataille de pouvoirs et d'ego.
|                            | Personnages clés | Part    |
| -------------------------- | ---------------- | ------- |
| Louis Hachette Group       | Vincent Bolloré  | 66,53 % |
| Qatar Investment Authority |                  | 11,51%  |
| Agache SE                  | Bernard Arnault  | 7,97%   |

## Logotype

Logo jusqu'en mai 2005.
Logo depuis mai 2005.

## Fondation Jean-Luc Lagardère
La Fondation Jean-Luc Lagardère est créée en 1989 sous l'égide de la Fondation de France. Elle est partenaire de projets dans les domaines de la culture en France et à l’international. La Fondation récompense notamment chaque année des talents issus du monde de la culture et des médias, à travers l’attribution de bourses.